# Pas d'orchidée pour le shérif
Pour plus de détails, voir Fiche technique et Distribution.
Pas d'orchidée pour le shérif (Un dólar de fuego) est un western spaghetti italo-espagnol sorti en 1966 réalisé par Nick Nostro.

## Synopsis
Les habitants de la ville de Fartown vivent dans la peur : ils sont terrorisés par une bande de bandits et d'assassins à gages dirigés par un inconnu qui veut s'emparer de toutes les terres de la région à moindre coût. Ceux qui refusent les propositions d'achat sont finalement assassinés. Tous les notables de la ville se soumettent ; seul le shérif Brady essaie de maintenir la légalité. Mais sa femme le trompe avec le sénateur Harper. Elle est aussi impliquée dans les crimes.
Le jeune Spider Kendall est amoureux de la fille de Brady ; Mme Harper engage le pistolero Sam Dollar pour mettre fin à cette liaison. Dollar kidnappe la fille de Brady et la tue. Le shérif et le jeune cow-boy font équipe pour s'opposer au gang et ensuite à Dollar, que Kendall défie en duel. La loi et l'ordre à Fartown ont été rétablis.

## Fiche technique
- Titre français : Pas d'orchidée pour le shérif ou Pour un dollar d'amour[1],[2]
- Titre original espagnol : Un dólar de fuego
- Genre : Western spaghetti
- Réalisation : Nick Nostro
- Scénario : Mikky Roberts, Miguel Marìa Astrain Bada (comme Astrain Bada), Mario Colucci, Ignacio F. Iquino, Herbert Williams
- Production : CI.AS, IFISA
- Photographie : Victor Monreal, Julian Rosenthal
- Montage : Teresa Alcocer (sous le pseudo de Mary A. Bathrust)
- Musique : Enrique Escobar (sous le pseudo de Henry Escob)
- Durée : 79 minutes
- Format d'image : 2,35:1
- Pays de production :  Espagne,  Italie
- Distribution en Italie : Filmar
- Dates de sortie : 
  - Italie : 1966
  - France : 1er mars 1967[2]

## Distribution
- Miguel de la Riva (sous le pseudo de Michaël Rives) : le shérif Sid/Kelly Brady
- Dada Gallotti (sous le pseudo de Diana Garson) : Nora Kenton
- Alberto Farnese (sous le pseudo de Albert Farley) : le sénateur Dana Harper
- Gaspar 'Indio' González : Blacky Kendall dit Spider / Sam Dollar
- Javier Conde
- Gustavo Re : agent postal Gennor
- Mario Via
- Fernando Rubio : banquier Baker
- Juan Manuel Simón
- Angelica Ott (comme Angela Otts) : Liz Kelly
- Carlos Otero : juge Lang
- Joaquín Blanco : Sandy
- César Ojinaga : Ericson
- Moisés Augusto Rocha (sous le pseudo de Jack Rocks) : homme de main
- Diana Sorel : Liz Brady
- Eduardo Lizarza
- Teresa Giro
- Jesús Redondo
- Alfonso Castro
- Gabriel Giménez
- Miguel Muniesa
- María Zaldívar
- Roberto Font
- Mario Maranzana